# Sabelvanga
Sabelvanga (Falculea palliata) är en fågel i familjen vangor inom ordningen tättingar.

## Utseende och läte
Sabelvangan är en mycket stor vanga i svart och vitt med extremt lång och böjd näbb. Den är mycket högljudd och ljudlig, med en rad olika läten som grälande och raspiga ljud samt ett utdragen yl som nästan låter som en människobebis. 

## Utbredning och systematik
Sabelvanga förekommer på savann och i mangroveträsk i västra och norra Madagaskar. Den placeras som enda art i släktet Falculea och behandlas som monotypisk, det vill säga att den inte delas in i några underarter.

## Levnadssätt
Sabelvangan hittas i låglänta områden i spikskog, torra lövskogar, buskmarker och plantage. Den födosöker med sin långa näbb i sprickor och hål, ibland hängande upp och ner.

## Status och hot
Arten har ett stort utbredningsområde, men tros minska i antal, dock inte tillräckligt kraftigt för att den ska betraktas som hotad. Internationella naturvårdsunionen IUCN listar arten som livskraftig (LC).

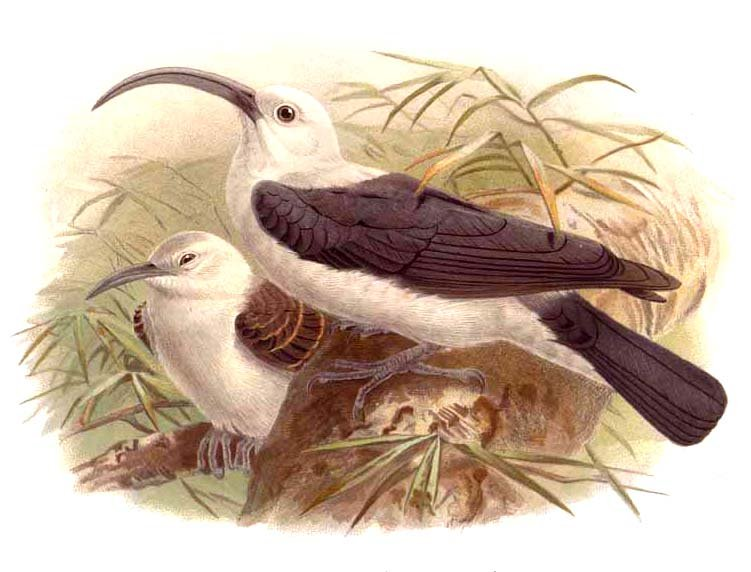